# Buante
La Buante est une rivière française du département la Meuse de la région Grand Est et un affluent de l'Aire, c'est-à-dire un sous-affluent de la Seine par l'Aisne et l'Oise.

## Géographie
D'une longueur de 17,8 kilomètres, la Buante prend sa source dans la forêt syndicale du massif de Hesse, à l'altitude 233 mètres, sur la commune d'Avocourt.
Elle coule globalement du sud-est vers le nord-ouest.
Elle conflue sur la commune de Baulny, à l'altitude 143 mètres, près du lieu-dit le Bas des Avaiaux.

## Communes et cantons traversés
Dans le seul département de la Meuse, la Buante traverse cinq communes et un canton :
- dans le sens amont vers aval : Avocourt (source), Vauquois, Cheppy, Charpentry, Baulny (confluence).

Soit en termes de cantons, la Buante prend source et conflue dans le même canton de Varennes-en-Argonne.

## Affluents
La Buante a trois affluents référencés :
- le ruisseau la Beaussogne (rd) 2,2 km, sur les deux communes de Cheppy et Véry.
- le ruisseau de Chambrogne (rd) 8,1 km, sur les trois communes de Cheppy, Montfaucon-d'Argonne et Véry.
- le ruisseau de Véry (rd) 6,7 km, sur les trois communes de Cheppy, Montfaucon-d'Argonne et Véry.